# 和田县
和田县（维吾尔语：خوتەن ناھىيىسى ，旧作“和阗县”，1959年改为“和田县”）是中国新疆维吾尔自治区和田地区所辖的一个县。总面积为41128平方公里，人口約34.5万人。

## 建制历史
和田县在西汉神爵二年（前60年）属西域都护府，晋朝秦始元年（265年）属西域长史管辖，唐朝贞观十四年（640年）属安西都护府，唐朝上元二年（675年）属毗沙都督府，后晋时期属于阗国，北宋景德三年（1006年）属喀喇汗王朝，宋朝嘉定十一年（1218年）属蒙古帝国，清朝康熙五十六年（1717年）设三品阿奇木一名，乾隆二十四年（1759年）设和阗办事大臣，光绪十年（1884年）设立新疆省和阗直隶州。
中华民国建立后，全国废民国二年（1913年）1月18日，撤销和阗直隶州建制，设立和阗县。民国九年（1920年），和阗县属和阗道，民国十八年（1929年）改属和阗行政区。1933年，穆罕默德·伊敏成立和阗伊斯兰共和国，1934年被马虎山军队灭亡。民国三十二年（1943年），和阗县改属第七行政督察专员公署。
1949年9月，新疆和平解放。12月22日，中国人民解放军十五军进驻和阗县，和阗县归属共产党政权。1959年6月，和阗县改名为和田县。
1971年，和田专区改为和田地区。1984年6月，中国国务院批准成立和田市，将和田地区下辖和田县的和田镇、肖尔巴格公社、拉斯奎公社及良种场划归和田市管辖。至此，和田县有县辖区，而无县治，县属机关单位分布在和田市区内。
2023年11月3日，新疆维吾尔自治区人民政府批准和田县人民政府驻地由和田市古江南路6号迁移至拟设百和镇沙田社区科技路11号。11月10日，和田地区行政公署民政局发布公告。百和镇沙田社区科技路11号位于和田县经济新区内。结束了和田县近40年“有县无城”的历史。
2024年12月，和田县部分区域析置为和安县。

## 行政区划
和田县下辖3个镇、10个乡：
巴格其镇、罕艾日克镇、百和镇、英阿瓦提乡、英艾日克乡、布扎克乡、拉依喀乡、朗如乡、塔瓦库勒乡、伊斯拉木阿瓦提乡、色格孜库勒乡、喀什塔什乡和吾宗肖乡。
和田县部分区域析置为和安县之前，该县南部地区为中印争议边境西段的阿克赛钦的一部分。

## 人口
2020年末，根据第七次全国人口普查數據顯示：全县常住人口为34.26万人。
2011年人口为27万人。